# ELF 2025
Die ELF 2025 ist die fünfte Saison der European League of Football, einer europaweiten American-Football-Liga. Es nahmen 16 Mannschaften aus neun europäischen Ländern teil und damit eine Mannschaft weniger als im Vorjahr. Dies war der Mal, dass die ELF einen Rückgang im Teilnehmerfeld zu verzeichnen hatte. Die Saison startete am 17. Mai 2025 und endet mit dem Finale, dem European League of Football Championship Game 2025 am 7. September 2025 in der MHPArena in Stuttgart. Titelverteidiger ist Rhein Fire.
Im Juli gründeten acht Teams der ELF – darunter mit der Frankfurt Galaxy, Rhein Fire und den Vienna Vikings alle bisherigen Champions – die European Football Alliance (EFA).  Die Teams kritisierten unter anderem schlechte Kommunikation, mangelnde Transparenz und finanzielle Misswirtschaft innerhalb der Liga. Eine Woche später schloss sich mit Nordic Storm das zu dem Zeitpunkt einzig ungeschlagene Team der EFA an.

## Teilnehmer und Modus
| Nordic Storm |

| Hamburg Sea Devils |

| Berlin Thunder |

| Rhein Fire |

| Frankfurt Galaxy |

| Cologne Centurions |

| Stuttgart Surge |

| Paris Musketeers |

| Panthers Wrocław |

| Vienna Vikings |

| Fehérvár Enthroners |

| Prague Lions |

| Raiders Tirol |

| Helvetic Mercenaries |

| Munich Ravens |

| Madrid Bravos |

Neu in der Liga ist das Team Nordic Storm aus der dänischen Hauptstadt Kopenhagen. Die Expansionsfranchise wurde am 21. September 2024 im Rahmen der ELF Honors vorgestellt. Dagegen schieden die Barcelona Dragons aus der ELF aus. Die Milano Seamen pausieren 2025 und wollen in der Saison 2026 wieder am Ligabetrieb teilnehmen. Die Liga umfasst damit 16 Mannschaften aus neun europäischen Ländern.
Die 16 Mannschaften sind geographisch in vier Divisionen eingeteilt. Die Einteilung wurde am 13. Dezember 2024 veröffentlicht. Jede Mannschaft spielt Hin- und Rückspiel gegen jede Mannschaft der eigenen Division sowie gegen je eine Mannschaft jeder anderen Division, die sogenannten Interdivisional Games. Damit kommt jede Mannschaft auf zwölf Spiele in der regulären Saison.
Die vier Sieger der Divisionen sowie die zwei weiteren besten Mannschaften qualifizieren sich für die Play-offs. Dabei sind die beiden besten Divisionssieger direkt mit Heimrecht für das Halbfinale qualifiziert. Die restlich Play-off-Teams spielen in der Wild-Card-Runde, wobei die Divisionssieger Heimrecht haben. Die Sieger der Halbfinale treffen im ELF Championship Game genannten Finale aufeinander, welches auf neutralem Boden in Stuttgart ausgetragen wird.
| Mannschaft           | Standort          | Stadion | Kapazität                   | Head Coach                                           | Saison 2024      |
| North Division       | North Division    | North Division | North Division              | North Division                                       | North Division   |
| -------------------- | ----------------- | --- | --------------------------- | ---------------------------------------------------- | ---------------- |
| Berlin Thunder       | Berlin            | Preussenstadion | 03.000                      | Jag Bal                                              | 5–7              |
| Hamburg Sea Devils   | Hamburg           | Stadion Hoheluft (4 Spiele) Sportpark Eimsbüttel (1 Spiel) Weserstadion, Bremen (1 Spiel)                                                   | 08.000 02.018 42.100        | Lee Rowland                                          | 2–10             |
| Nordic Storm         | Kopenhagen        | Gladsaxe Stadion, Søborg | 13.507                      | John Shoop                                           | –                |
| Rhein Fire           | Düsseldorf        | Schauinsland-Reisen-Arena, Duisburg (5 Spiele) Merkur Spiel-Arena, Düsseldorf (1 Spiel)                                                     | 31.500 54.600               | Jim Tomsula (bis 11. Juni 2025) Richard Kent         | 11–1, Meister    |
| East Division        |                   | |                             |                                                      |                  |
| Fehérvár Enthroners  | Székesfehérvár    | First Field | 04.000                      | Mark Ridgley                                         | 2–10             |
| Panthers Wrocław     | Breslau           | Olympiastadion Breslau | 11.000                      | Craig Kuligowski                                     | 6–6              |
| Prague Lions         | Prag              | Stadion FK Viktoria Žižkov | 03.327                      | Dave Warner                                          | 1–11             |
| Vienna Vikings       | Wien              | Generali Arena (2 Spiele) Naturarena Hohe Warte (2 Spiele) ERGO Arena, Wiener Neustadt (1 Spiel) Datenpol Arena, Maria Enzersdorf (1 Spiel) | 15.014 04.500 04.000 10.600 | Chris Calaycay                                       | 12–0, Finale     |
| South Division       |                   | |                             |                                                      |                  |
| Helvetic Mercenaries | Zürich            | Lidl Arena, Wil | 06.000                      | Marcus Herford (bis 27. Juni 2025) Joshua Fitzgerald | 1–11             |
| Madrid Bravos        | Madrid            | Estadio Vallehermoso | 10.000                      | Andrew Weidinger                                     | 8–4, Wild Card   |
| Munich Ravens        | München           | Uhlsport Park, Unterhaching | 15.053                      | Kendral Ellison                                      | 9–3, Wild Card   |
| Raiders Tirol        | Innsbruck         | Tivoli Stadion Tirol | 17.400                      | Jim Herrmann                                         | 8–4              |
| West Division        |                   | |                             |                                                      |                  |
| Cologne Centurions   | Köln              | Südstadion | 11.748                      | Javan Lenhardt                                       | 6–6              |
| Frankfurt Galaxy     | Frankfurt am Main | PSD Bank Arena (5 Spiele) Stadion am Bieberer Berg, Offenbach (1 Spiel)                                                                     | 12.542 20.500               | Bart Andrus                                          | 4–8              |
| Paris Musketeers     | Paris             | Stade Robert-Bobin, Bondoufle | 18.850                      | Jack Del Rio                                         | 10–2, Halbfinale |
| Stuttgart Surge      | Stuttgart         | Gazi-Stadion auf der Waldau | 11.408                      | Jordan Neuman                                        | 11–1, Halbfinale |

## Regeländerungen

### Setzliste für die Playoffs
Durch die Änderung von drei Conferences auf vier Divisionen, werden 2025 die ersten vier Plätze der Setzliste an die Divisionssieger verteilt. Dazu qualifizieren sich die beiden besten (zuvor drei besten) weiteren Mannschaften für die Playoffs. Die Divisionssieger sowie die Platzierungen auf der Setzliste werden nach den Tie-Breaker-Regeln unten bestimmt. Die ersten beiden Plätze der Setzliste sind, wie auch in den vorherigen Jahren, direkt qualifiziert für das Halbfinale und haben dort das Heimrecht. Die Divisionssieger auf den Plätzen drei und vier treten mit Heimrecht in den Wildcard-Spielen. Die beiden besten bestplatzierten weiteren Mannschaften qualifizieren sich als Gastmannschaften für die Wildcard-Spiele.

### Tie-Breaker-Regeln
In vorherigen Spielzeiten hatte für die Ermittlung der Platzierung bei gleicher Anzahl an Siegen die Punktedifferenz den größten Einfluss. In der Saison 2025 werden Leistungen und Stärken der Gegner im Saisonverlauf höher gewichtet. Folgende Regeln zur Festlegung der Platzierungen der Teams innerhalb der Divisions und divisionsübergreifend gelten in der Saison 2025:
1. Anzahl Siege.
2. Siegquote bei Spielen in der Division (Wird nur zur Ermittlung der Divisionsieger angewandt).
3. Direkter Vergleich der beteiligten Mannschaften (Nur Sieg-Niederlage-Bilanz).
4. Stärke der Siege (SOV), d. h. die kumulierte Siegquote der besiegten Gegner (Strength of Victory).
5. Stärke des Spielplans (SOS), d. h. kumulierte Siegquote aller Teams, gegen die die Mannschaft gespielt hat (Strength of schedule).[15]
6. Punktedifferenz im direkten Vergleich.
7. Erzielte Punkte bei Auswärtsspielen im direkten Vergleich.
8. Punktedifferenz aller Saisonspiele. Hierbei wird pro Spiel als maximale Punktedifferenz 35 gewertet.
9. Insgesamt erzielte Punkte.
10. Punkte bei Auswärtsspielen.
11. Münzwurf durch den Commissioner oder einer von ihm bestimmten Person.

## Reguläre Saison

### Übersicht
Datum in kursiv klein.
| ↓ Heim / Auswärts →  | North Division | North Division | North Division | North Division | East Division | East Division | East Division | East Division | South Division | South Division | South Division | South Division | West Division | West Division | West Division | West Division |
| ↓ Heim / Auswärts →  | BTH            | HSD            | NOR            | RHF            | ENT           | WPA           | PRG           | VIK           | HVM            | MAD            | MUC            | RAI            | CCE           | FGY           | PAR           | SRG           |
| -------------------- | -------------- | -------------- | -------------- | -------------- | ------------- | ------------- | ------------- | ------------- | -------------- | -------------- | -------------- | -------------- | ------------- | ------------- | ------------- | ------------- |
| Berlin Thunder       | –              | 44:56          | 35:53          | 07:44          | 38:21         | •             | •             | •             | •              | •              | 12:35          | •              | 63:14         | •             | •             | •             |
| Hamburg Sea Devils   | 31:14          | –              | 21:27          | 13:25          | •             | •             | 14:19         | •             | •              | 00:57          | •              | •              | •             | •             | •             | 14:53         |
| Nordic Storm         | 35:00          | 40:70          | –              | 25:24          | •             | 47:19         | •             | •             | 35:0 (W)       | •              | •              | •              | •             | 35:00         | •             | •             |
| Rhein Fire           | 69:70          | 43:00          | 27:19          | –              | •             | •             | •             | 07:12         | •              | •              | •              | 34:24          | •             | •             | 07:31         | •             |
| Fehérvár Enthroners  | 34:31 (OT)     | •              | •              | •              | –             | 19:24         | 00:40         | 16:53         | •              | 07:45          | •              | •              | •             | •             | •             | 20:47         |
| Panthers Wrocław     | •              | •              | 21:40          | •              | 55:12         | –             | 13:45         | 12:38         | •              | •              | 26:49          | •              | 54:20         | •             | •             | •             |
| Prague Lions         | •              | 13:28          | •              | •              | 10:60         | 37:41         | –             | 06:28         | 12:57          | •              | •              | •              | •             | 21:28 (OT)    | •             | •             |
| Vienna Vikings       | •              | •              | •              | 26:33          | 62:15         | 50:36         | 34:00         | –             | •              | •              | •              | 41:70          | •             | •             | 35:29 (OT)    | •             |
| Helvetic Mercenaries | •              | •              | 12:56          | •              | •             | •             | 20:60         | •             | –              | 06:61          | 20:34          | 12:44          | •             | •             | 00:62         | •             |
| Madrid Bravos        | •              | 13:12          | •              | •              | 49:22         | •             | •             | •             | 47:35          | –              | 40:43          | 54:28          | •             | 33:47         | •             | •             |
| Munich Ravens        | 38:16          | •              | •              | •              | •             | 34:14         | •             | •             | 58:14          | 30:27          | –              | 20:70          | •             | •             | •             | 36:33         |
| Raiders Tirol        | •              | •              | •              | 35:18          | •             | •             | •             | 38:44         | 44:60          | 35:34          | 24:31          | –              | 63:60         | •             | •             | •             |
| Cologne Centurions   | 02:45          | •              | •              | •              | •             | 03:57         | •             | •             | •              | •              | •              | 00:68          | –             | 10:74         | 00:62         | 03:44         |
| Frankfurt Galaxy     | •              | •              | 35:20          | •              | •             | •             | 16:37         | •             | •              | 32:47          | •              | •              | 47:15         | –             | 29:27         | 39:54         |
| Paris Musketeers     | •              | •              | •              | 15:17          | •             | •             | •             | 33:40         | 77:00          | •              | •              | •              | 74:70         | 35:16         | –             | 6:0           |
| Stuttgart Surge      | •              | 48:00          | •              | •              | 55:12         | •             | •             | •             | •              | •              | 36:28          | •              | 88:70         | 33:20         | 26:80         | –             |

### Spielplan
Der Spielplan wurde am 20. Dezember 2024 veröffentlicht. In Woche 12 (Anfang August) legte die Liga eine Pause („Bye-Week“) ein.
| Woche 1      | Woche 1  | Woche 1                                | Woche 1              | Woche 1 | Woche 1             |
| Datum        | Division | Stadion                                | Heimteam             | Erg.    | Auswärtsteam        |
| ------------ | -------- | -------------------------------------- | -------------------- | ------- | ------------------- |
| 17. Mai 2025 | East     | Olympiastadion, Breslau                | Panthers Wrocław     | 55:12   | Fehérvár Enthroners |
| 17. Mai 2025 | ID       | Stade Robert-Bobin, Bondoufle          | Paris Musketeers     | 15:17   | Rhein Fire          |
| 17. Mai 2025 | ID       | Estadio Vallehermoso, Madrid           | Madrid Bravos        | 13:12   | Hamburg Sea Devils  |
| 18. Mai 2025 | South    | Uhlsport Park, Unterhaching            | Munich Ravens        | 20:70   | Raiders Tirol       |
| 18. Mai 2025 | ID       | Preussenstadion, Berlin                | Berlin Thunder       | 63:14   | Cologne Centurions  |
| 18. Mai 2025 | ID       | Lidl Arena, Wil                        | Helvetic Mercenaries | 12:56   | Nordic Storm        |
| 18. Mai 2025 | West     | Gazi-Stadion auf der Waldau, Stuttgart | Stuttgart Surge      | 33:20   | Frankfurt Galaxy    |
| 18. Mai 2025 | East     | Stadion FK Viktoria Žižkov, Prag       | Prague Lions         | 06:28   | Vienna Vikings      |

| Woche 2      | Woche 2   | Woche 2                          | Woche 2                        | Woche 2                        | Woche 2                        |
| Datum        | Division  | Stadion                          | Heimteam                       | Erg.                           | Auswärtsteam                   |
| ------------ | --------- | -------------------------------- | ------------------------------ | ------------------------------ | ------------------------------ |
| 24. Mai 2025 | East      | Naturarena Hohe Warte, Wien      | Vienna Vikings                 | 62:15                          | Fehérvár Enthroners            |
| 24. Mai 2025 | ID        | Stadion FK Viktoria Žižkov, Prag | Prague Lions                   | 13:28                          | Hamburg Sea Devils             |
| 24. Mai 2025 | ID        | Estadio Vallehermoso, Madrid     | Madrid Bravos                  | 33:47                          | Frankfurt Galaxy               |
| 25. Mai 2025 | West      | Stade Robert-Bobin, Bondoufle    | Paris Musketeers               | 6:0                            | Stuttgart Surge                |
| 25. Mai 2025 | ID        | Olympiastadion, Breslau          | Panthers Wrocław               | 21:40                          | Nordic Storm                   |
| 25. Mai 2025 | ID        | Uhlsport Park, Unterhaching      | Munich Ravens                  | 38:16                          | Berlin Thunder                 |
| 25. Mai 2025 | South     | Tivoli Stadion Tirol, Innsbruck  | Raiders Tirol                  | 44:60                          | Helvetic Mercenaries           |
| Spielfrei    | Spielfrei | Rhein Fire, Cologne Centurions   | Rhein Fire, Cologne Centurions | Rhein Fire, Cologne Centurions | Rhein Fire, Cologne Centurions |

| Woche 3       | Woche 3   | Woche 3                             | Woche 3                         | Woche 3                         | Woche 3                         |
| Datum         | Division  | Stadion                             | Heimteam                        | Erg.                            | Auswärtsteam                    |
| ------------- | --------- | ----------------------------------- | ------------------------------- | ------------------------------- | ------------------------------- |
| 31. Mai 2025  | East      | First Field, Székesfehérvár         | Fehérvár Enthroners             | 00:40                           | Prague Lions                    |
| 31. Mai 2025  | ID        | Südstadion, Köln                    | Cologne Centurions              | 00:68                           | Raiders Tirol                   |
| 31. Mai 2025  | ID        | Weserstadion, Bremen                | Hamburg Sea Devils              | 14:53                           | Stuttgart Surge                 |
| 31. Mai 2025  | South     | Estadio Vallehermoso, Madrid        | Madrid Bravos                   | 47:35                           | Helvetic Mercenaries            |
| 01. Juni 2025 | West      | Stadion am Bieberer Berg, Offenbach | Frankfurt Galaxy                | 29:27                           | Paris Musketeers                |
| 01. Juni 2025 | North     | Gladsaxe Stadion, Søborg            | Nordic Storm                    | 35:00                           | Berlin Thunder                  |
| 01. Juni 2025 | ID        | Merkur Spiel-Arena, Düsseldorf      | Rhein Fire                      | 07:12                           | Vienna Vikings                  |
| Spielfrei     | Spielfrei | Panthers Wrocław, Munich Ravens     | Panthers Wrocław, Munich Ravens | Panthers Wrocław, Munich Ravens | Panthers Wrocław, Munich Ravens |

| Woche 4       | Woche 4   | Woche 4                                | Woche 4                            | Woche 4                            | Woche 4                            |
| Datum         | Division  | Stadion                                | Heimteam                           | Erg.                               | Auswärtsteam                       |
| ------------- | --------- | -------------------------------------- | ---------------------------------- | ---------------------------------- | ---------------------------------- |
| 07. Juni 2025 | North     | Stadion Hoheluft, Hamburg              | Hamburg Sea Devils                 | 31:14                              | Berlin Thunder                     |
| 07. Juni 2025 | ID        | Generali Arena, Wien                   | Vienna Vikings                     | 41:70                              | Raiders Tirol                      |
| 07. Juni 2025 | ID        | First Field, Székesfehérvár            | Fehérvár Enthroners                | 07:45                              | Madrid Bravos                      |
| 08. Juni 2025 | East      | Olympiastadion, Breslau                | Panthers Wrocław                   | 13:45                              | Prague Lions                       |
| 08. Juni 2025 | ID        | Schauinsland-Reisen-Arena, Duisburg    | Rhein Fire                         | 07:31                              | Paris Musketeers                   |
| 08. Juni 2025 | ID        | Gazi-Stadion auf der Waldau, Stuttgart | Stuttgart Surge                    | 36:28                              | Munich Ravens                      |
| 08. Juni 2025 | West      | PSD Bank Arena, Frankfurt am Main      | Frankfurt Galaxy                   | 47:15                              | Cologne Centurions                 |
| Spielfrei     | Spielfrei | Nordic Storm, Helvetic Mercenaries     | Nordic Storm, Helvetic Mercenaries | Nordic Storm, Helvetic Mercenaries | Nordic Storm, Helvetic Mercenaries |

| Woche 5       | Woche 5   | Woche 5                                                         | Woche 5                                                         | Woche 5                                                         | Woche 5                                                         |
| Datum         | Division  | Stadion                                                         | Heimteam                                                        | Erg.                                                            | Auswärtsteam                                                    |
| ------------- | --------- | --------------------------------------------------------------- | --------------------------------------------------------------- | --------------------------------------------------------------- | --------------------------------------------------------------- |
| 14. Juni 2025 | ID        | Südstadion, Köln                                                | Cologne Centurions                                              | 03:57                                                           | Panthers Wrocław                                                |
| 14. Juni 2025 | North     | Schauinsland-Reisen-Arena, Duisburg                             | Rhein Fire                                                      | 43:00                                                           | Hamburg Sea Devils                                              |
| 15. Juni 2025 | ID        | Preussenstadion, Berlin                                         | Berlin Thunder                                                  | 38:21                                                           | Fehérvár Enthroners                                             |
| 15. Juni 2025 | ID        | Gladsaxe Stadion, Søborg                                        | Nordic Storm                                                    | 35:00                                                           | Frankfurt Galaxy                                                |
| 15. Juni 2025 | South     | Tivoli Stadion Tirol, Innsbruck                                 | Raiders Tirol                                                   | 35:34                                                           | Madrid Bravos                                                   |
| 15. Juni 2025 | South     | Uhlsport Park, Unterhaching                                     | Munich Ravens                                                   | 58:14                                                           | Helvetic Mercenaries                                            |
| Spielfrei     | Spielfrei | Prague Lions, Vienna Vikings, Paris Musketeers, Stuttgart Surge | Prague Lions, Vienna Vikings, Paris Musketeers, Stuttgart Surge | Prague Lions, Vienna Vikings, Paris Musketeers, Stuttgart Surge | Prague Lions, Vienna Vikings, Paris Musketeers, Stuttgart Surge |

| Woche 6       | Woche 6   | Woche 6                                | Woche 6                            | Woche 6                            | Woche 6                            |
| Datum         | Division  | Stadion                                | Heimteam                           | Erg.                               | Auswärtsteam                       |
| ------------- | --------- | -------------------------------------- | ---------------------------------- | ---------------------------------- | ---------------------------------- |
| 21. Juni 2025 | South     | Lidl Arena, Wil                        | Helvetic Mercenaries               | 12:44                              | Raiders Tirol                      |
| 21. Juni 2025 | ID        | Generali Arena, Wien                   | Vienna Vikings                     | 26:33                              | Rhein Fire                         |
| 21. Juni 2025 | ID        | Gladsaxe Stadion, Søborg               | Nordic Storm                       | 47:19                              | Panthers Wrocław                   |
| 22. Juni 2025 | ID        | Stadion Hoheluft, Hamburg              | Hamburg Sea Devils                 | 14:19                              | Prague Lions                       |
| 22. Juni 2025 | ID        | Preussenstadion, Berlin                | Berlin Thunder                     | 12:35                              | Munich Ravens                      |
| 22. Juni 2025 | West      | Gazi-Stadion auf der Waldau, Stuttgart | Stuttgart Surge                    | 88:70                              | Cologne Centurions                 |
| 22. Juni 2025 | West      | Stade Robert-Bobin, Bondoufle          | Paris Musketeers                   | 35:16                              | Frankfurt Galaxy                   |
| Spielfrei     | Spielfrei | Fehérvár Enthroners, Madrid Bravos     | Fehérvár Enthroners, Madrid Bravos | Fehérvár Enthroners, Madrid Bravos | Fehérvár Enthroners, Madrid Bravos |

| Woche 7       | Woche 7  | Woche 7                           | Woche 7             | Woche 7  | Woche 7              |
| Datum         | Division | Stadion                           | Heimteam            | Erg.     | Auswärtsteam         |
| ------------- | -------- | --------------------------------- | ------------------- | -------- | -------------------- |
| 28. Juni 2025 | East     | First Field, Székesfehérvár       | Fehérvár Enthroners | 19:24    | Panthers Wrocław     |
| 28. Juni 2025 | ID       | Sportpark Eimsbüttel, Hamburg     | Hamburg Sea Devils  | 00:57    | Madrid Bravos        |
| verschoben    | ID       | Gladsaxe Stadion, Søborg          | Nordic Storm        | 35:0 (W) | Helvetic Mercenaries |
| 29. Juni 2025 | North    | Preussenstadion, Berlin           | Berlin Thunder      | 07:44    | Rhein Fire           |
| 29. Juni 2025 | ID       | PSD Bank Arena, Frankfurt am Main | Frankfurt Galaxy    | 16:37    | Prague Lions         |
| 29. Juni 2025 | ID       | Tivoli Stadion Tirol, Innsbruck   | Raiders Tirol       | 38:44    | Vienna Vikings       |
| 29. Juni 2025 | ID       | Uhlsport Park, Unterhaching       | Munich Ravens       | 36:33    | Stuttgart Surge      |
| 29. Juni 2025 | West     | Südstadion, Köln                  | Cologne Centurions  | 00:62    | Paris Musketeers     |

| Woche 8       | Woche 8   | Woche 8                                | Woche 8                          | Woche 8                          | Woche 8                          |
| Datum         | Division  | Stadion                                | Heimteam                         | Erg.                             | Auswärtsteam                     |
| ------------- | --------- | -------------------------------------- | -------------------------------- | -------------------------------- | -------------------------------- |
| 05. Juli 2025 | ID        | Tivoli Stadion Tirol, Innsbruck        | Raiders Tirol                    | 35:18                            | Rhein Fire                       |
| 05. Juli 2025 | East      | Datenpol Arena, Maria Enzersdorf       | Vienna Vikings                   | 34:00                            | Prague Lions                     |
| 05. Juli 2025 | South     | Estadio Vallehermoso, Madrid           | Madrid Bravos                    | 40:43                            | Munich Ravens                    |
| 06. Juli 2025 | ID        | Olympiastadion, Breslau                | Panthers Wrocław                 | 54:20                            | Cologne Centurions               |
| 06. Juli 2025 | ID        | Gazi-Stadion auf der Waldau, Stuttgart | Stuttgart Surge                  | 55:12                            | Fehérvár Enthroners              |
| 06. Juli 2025 | ID        | Lidl Arena, Wil                        | Helvetic Mercenaries             | 00:62                            | Paris Musketeers                 |
| 06. Juli 2025 | North     | Stadion Hoheluft, Hamburg              | Hamburg Sea Devils               | 21:27                            | Nordic Storm                     |
| Spielfrei     | Spielfrei | Berlin Thunder, Frankfurt Galaxy       | Berlin Thunder, Frankfurt Galaxy | Berlin Thunder, Frankfurt Galaxy | Berlin Thunder, Frankfurt Galaxy |

| Woche 9       | Woche 9   | Woche 9                           | Woche 9                           | Woche 9                           | Woche 9                           |
| Datum         | Division  | Stadion                           | Heimteam                          | Erg.                              | Auswärtsteam                      |
| ------------- | --------- | --------------------------------- | --------------------------------- | --------------------------------- | --------------------------------- |
| 12. Juli 2025 | South     | Lidl Arena, Wil                   | Helvetic Mercenaries              | 20:34                             | Munich Ravens                     |
| 12. Juli 2025 | West      | PSD Bank Arena, Frankfurt am Main | Frankfurt Galaxy                  | 39:54                             | Stuttgart Surge                   |
| 12. Juli 2025 | ID        | Estadio Vallehermoso, Madrid      | Madrid Bravos                     | 49:22                             | Fehérvár Enthroners               |
| 13. Juli 2025 | ID        | Stade Robert-Bobin, Bondoufle     | Paris Musketeers                  | 33:40                             | Vienna Vikings                    |
| 13. Juli 2025 | ID        | Südstadion, Köln                  | Cologne Centurions                | 02:45                             | Berlin Thunder                    |
| 13. Juli 2025 | North     | Gladsaxe Stadion, Søborg          | Nordic Storm                      | 25:24                             | Rhein Fire                        |
| 13. Juli 2025 | East      | Stadion FK Viktoria Žižkov, Prag  | Prague Lions                      | 37:41                             | Panthers Wrocław                  |
| Spielfrei     | Spielfrei | Hamburg Sea Devils, Raiders Tirol | Hamburg Sea Devils, Raiders Tirol | Hamburg Sea Devils, Raiders Tirol | Hamburg Sea Devils, Raiders Tirol |

| Woche 10      | Woche 10 | Woche 10                               | Woche 10             | Woche 10 | Woche 10            |
| Datum         | Division | Stadion                                | Heimteam             | Erg.     | Auswärtsteam        |
| ------------- | -------- | -------------------------------------- | -------------------- | -------- | ------------------- |
| 19. Juli 2025 | East     | Olympiastadion, Breslau                | Panthers Wrocław     | 12:38    | Vienna Vikings      |
| 19. Juli 2025 | West     | Südstadion, Köln                       | Cologne Centurions   | 10:74    | Frankfurt Galaxy    |
| 19. Juli 2025 | South    | Tivoli Stadion Tirol, Innsbruck        | Raiders Tirol        | 24:31    | Munich Ravens       |
| 20. Juli 2025 | South    | Lidl Arena, Wil                        | Helvetic Mercenaries | 06:61    | Madrid Bravos       |
| 20. Juli 2025 | North    | Preussenstadion, Berlin                | Berlin Thunder       | 35:53    | Nordic Storm        |
| 20. Juli 2025 | North    | Stadion Hoheluft, Hamburg              | Hamburg Sea Devils   | 13:25    | Rhein Fire          |
| 20. Juli 2025 | West     | Gazi-Stadion auf der Waldau, Stuttgart | Stuttgart Surge      | 26:80    | Paris Musketeers    |
| 20. Juli 2025 | East     | Stadion FK Viktoria Žižkov, Prag       | Prague Lions         | 10:60    | Fehérvár Enthroners |

| Woche 11      | Woche 11 | Woche 11                               | Woche 11             | Woche 11 | Woche 11           |
| Datum         | Division | Stadion                                | Heimteam             | Erg.     | Auswärtsteam       |
| ------------- | -------- | -------------------------------------- | -------------------- | -------- | ------------------ |
| 26. Juli 2025 | East     | First Field, Székesfehérvár            | Fehérvár Enthroners  | 16:53    | Vienna Vikings     |
| 26. Juli 2025 | West     | Stade Robert-Bobin, Bondoufle          | Paris Musketeers     | 74:70    | Cologne Centurions |
| 26. Juli 2025 | South    | Estadio Vallehermoso, Madrid           | Madrid Bravos        | 54:28    | Raiders Tirol      |
| 27. Juli 2025 | ID       | PSD Bank Arena, Frankfurt am Main      | Frankfurt Galaxy     | 35:20    | Nordic Storm       |
| 27. Juli 2025 | ID       | Uhlsport Park, Unterhaching            | Munich Ravens        | 34:14    | Panthers Wrocław   |
| 27. Juli 2025 | ID       | Lidl Arena, Wil                        | Helvetic Mercenaries | 20:60    | Prague Lions       |
| 27. Juli 2025 | ID       | Gazi-Stadion auf der Waldau, Stuttgart | Stuttgart Surge      | 48:00    | Hamburg Sea Devils |
| 27. Juli 2025 | North    | Schauinsland-Reisen-Arena, Duisburg    | Rhein Fire           | 69:70    | Berlin Thunder     |

| Woche 12            | Woche 12                    | Woche 12                    | Woche 12                    | Woche 12                    | Woche 12                    |
| Datum               | Division                    | Stadion                     | Heimteam                    | Erg.                        | Auswärtsteam                |
| ------------------- | --------------------------- | --------------------------- | --------------------------- | --------------------------- | --------------------------- |
| 02./03. August 2025 | Alle Mannschaften spielfrei | Alle Mannschaften spielfrei | Alle Mannschaften spielfrei | Alle Mannschaften spielfrei | Alle Mannschaften spielfrei |

| Woche 13        | Woche 13 | Woche 13                            | Woche 13            | Woche 13       | Woche 13             |
| Datum           | Division | Stadion                             | Heimteam            | Erg.           | Auswärtsteam         |
| --------------- | -------- | ----------------------------------- | ------------------- | -------------- | -------------------- |
| 09. August 2025 | ID       | First Field, Székesfehérvár         | Fehérvár Enthroners | OT) 34:31 (OT) | Berlin Thunder       |
| 09. August 2025 | West     | Südstadion, Köln                    | Cologne Centurions  | 03:44          | Stuttgart Surge      |
| 09. August 2025 | East     | ERGO Arena, Wiener Neustadt         | Vienna Vikings      | 50:36          | Panthers Wrocław     |
| 09. August 2025 | ID       | Stade Robert-Bobin, Bondoufle       | Paris Musketeers    | 77:00          | Helvetic Mercenaries |
| 10. August 2025 | North    | Gladsaxe Stadion, Søborg            | Nordic Storm        | 40:70          | Hamburg Sea Devils   |
| 10. August 2025 | South    | Uhlsport Park, Unterhaching         | Munich Ravens       | 30:27          | Madrid Bravos        |
| 10. August 2025 | ID       | Stadion FK Viktoria Žižkov, Prag    | Prague Lions        | OT) 21:28 (OT) | Frankfurt Galaxy     |
| 10. August 2025 | ID       | Schauinsland-Reisen-Arena, Duisburg | Rhein Fire          | 34:24          | Raiders Tirol        |

| Woche 14        | Woche 14 | Woche 14                            | Woche 14            | Woche 14       | Woche 14             |
| Datum           | Division | Stadion                             | Heimteam            | Erg.           | Auswärtsteam         |
| --------------- | -------- | ----------------------------------- | ------------------- | -------------- | -------------------- |
| 16. August 2025 | ID       | First Field, Székesfehérvár         | Fehérvár Enthroners | 20:47          | Stuttgart Surge      |
| 16. August 2025 | ID       | Olympiastadion, Breslau             | Panthers Wrocław    | 26:49          | Munich Ravens        |
| 16. August 2025 | ID       | Hohe Warte, Wien                    | Vienna Vikings      | OT) 35:29 (OT) | Paris Musketeers     |
| 17. August 2025 | ID       | PSD Bank Arena, Frankfurt am Main   | Frankfurt Galaxy    | 32:47          | Madrid Bravos        |
| 17. August 2025 | ID       | Stadion FK Viktoria Žižkov, Prag    | Prague Lions        | 69:12          | Helvetic Mercenaries |
| 17. August 2025 | North    | Preussenstadion, Berlin             | Berlin Thunder      | 44:56          | Hamburg Sea Devils   |
| 17. August 2025 | North    | Schauinsland-Reisen-Arena, Duisburg | Rhein Fire          | 27:19          | Nordic Storm         |
| 17. August 2025 | ID       | Tivoli Stadion Tirol, Innsbruck     | Raiders Tirol       | 63:60          | Cologne Centurions   |

### Tabellen
| North Division     | North Division | North Division | North Division | North Division | North Division | North Division | North Division | North Division |
| Team               | S              | N              | SQ             | DIV            | P+             | P−             | SOV            | Serie          |
| ------------------ | -------------- | -------------- | -------------- | -------------- | -------------- | -------------- | -------------- | -------------- |
| Nordic Storm       | 10             | 2              | 0,833          | 5–1            | 432            | 201            | 0,300          | 1N             |
| Rhein Fire         | 8              | 4              | 0,667          | 5–1            | 348            | 214            | 0,479          | 4S             |
| Hamburg Sea Devils | 3              | 9              | 0,250          | 2–4            | 196            | 396            | 0,361          | 1S             |
| Berlin Thunder     | 3              | 9              | 0,250          | 0–6            | 312            | 432            | 0,028          | 4N             |

| East Division       | East Division | East Division | East Division | East Division | East Division | East Division | East Division | East Division |
| Team                | S             | N             | SQ            | DIV           | P+            | P−            | SOV           | Serie         |
| ------------------- | ------------- | ------------- | ------------- | ------------- | ------------- | ------------- | ------------- | ------------- |
| Vienna Vikings      | 11            | 1             | 0,917         | 6–0           | 463           | 232           | 0,455         | 7S            |
| Prague Lions        | 7             | 5             | 0,583         | 3–3           | 357           | 240           | 0,190         | 1S            |
| Panthers Wrocław    | 5             | 7             | 0,417         | 3–3           | 372           | 376           | 0,150         | 4N            |
| Fehérvár Enthroners | 1             | 11            | 0,083         | 0–6           | 184           | 509           | 0,250         | 1N            |

| South Division       | South Division | South Division | South Division | South Division | South Division | South Division | South Division | South Division |
| Team                 | S              | N              | SQ             | DIV            | P+             | P−             | SOV            | Serie          |
| -------------------- | -------------- | -------------- | -------------- | -------------- | -------------- | -------------- | -------------- | -------------- |
| Munich Ravens        | 11             | 1              | 0,917          | 6–0            | 436            | 269            | 0,409          | 09S            |
| Madrid Bravos        | 8              | 4              | 0,667          | 3–3            | 507            | 297            | 0,208          | 01S            |
| Raiders Tirol        | 6              | 6              | 0,500          | 3–3            | 417            | 300            | 0,222          | 01S            |
| Helvetic Mercenaries | 0              | 12             | 0,000          | 0–6            | 137            | 647            | 0,000          | 12N            |

| West Division      | West Division | West Division | West Division | West Division | West Division | West Division | West Division | West Division |
| Team               | S             | N             | SQ            | DIV           | P+            | P−            | SOV           | Serie         |
| ------------------ | ------------- | ------------- | ------------- | ------------- | ------------- | ------------- | ------------- | ------------- |
| Stuttgart Surge    | 10            | 2             | 0,833         | 5–1           | 517           | 193           | 0,317         | 06S           |
| Paris Musketeers   | 7             | 5             | 0,583         | 4–2           | 459           | 177           | 0,286         | 01N           |
| Frankfurt Galaxy   | 6             | 6             | 0,500         | 3–3           | 383           | 367           | 0,444         | 01N           |
| Cologne Centurions | 0             | 12            | 0,000         | 0–6           | 69            | 739           | 0,000         | 12N           |

| Liga             | Liga                 | Liga             | Liga             | Liga             | Liga             | Liga             | Liga             |
| Pl               | Team                 | Division         | S                | N                | SQ               | SOV              | SOS              |
| Divisions-Sieger | Divisions-Sieger     | Divisions-Sieger | Divisions-Sieger | Divisions-Sieger | Divisions-Sieger | Divisions-Sieger | Divisions-Sieger |
| ---------------- | -------------------- | ---------------- | ---------------- | ---------------- | ---------------- | ---------------- | ---------------- |
| 1                | Vienna Vikings       | East             | 11               | 01               | 0,917            | 0,455            | 0,472            |
| 2                | Munich Ravens        | South            | 11               | 01               | 0,917            | 0,409            | 0,444            |
| 3                | Stuttgart Surge      | West             | 10               | 02               | 0,833            | 0,317            | 0,389            |
| 4                | Nordic Storm         | North            | 10               | 02               | 0,833            | 0,300            | 0,347            |
| Wild Cards       |                      |                  |                  |                  |                  |                  |                  |
| 5                | Rhein Fire           | North            | 08               | 04               | 0,667            | 0,479            | 0,556            |
| 6                | Madrid Bravos        | South            | 08               | 04               | 0,667            | 0,208            | 0,375            |
| Platzierungen    |                      |                  |                  |                  |                  |                  |                  |
| 7                | Paris Musketeers     | West             | 07               | 05               | 0,583            | 0,286            | 0,486            |
| 8                | Prague Lions         | East             | 07               | 05               | 0,583            | 0,190            | 0,361            |
| 9                | Frankfurt Galaxy     | West             | 06               | 06               | 0,500            | 0,444            | 0,583            |
| 10               | Raiders Tirol        | South            | 06               | 06               | 0,500            | 0,222            | 0,528            |
| 11               | Panthers Wrocław     | East             | 05               | 07               | 0,417            | 0,150            | 0,556            |
| 12               | Berlin Thunder       | North            | 03               | 09               | 0,250            | 0,028            | 0,458            |
| 13               | Hamburg Sea Devils   | North            | 03               | 09               | 0,250            | 0,361            | 0,639            |
| 14               | Fehérvár Enthroners  | East             | 01               | 11               | 0,083            | 0,250            | 0,611            |
| 15               | Helvetic Mercenaries | South            | 0                | 12               | 0,000            | 0,000            | 0,681            |
| 16               | Cologne Centurions   | West             | 0                | 12               | 0,000            | 0,000            | 0,514            |

Legende:
Sieger der Division und Qualifikation für die Play-offs.
Qualifikation für Play-offs (Wild Card).
Abkürzungen:
Siege, Niederlagen, SQ Siegquote, P+ erzielte Punkte, P− gegnerische Punkte, DIV Sieg-Niederlagen-Verhältnis innerhalb der Division, SOV kumulierte Sieqquoten der besiegten Gegner, SOS kumulierte Sieqquoten aller bisherigen Gegner, Serie Gewonnene/verlorene Spiele in Folge.

## Play-offs
| Wildcard 23./24. August 2025 | Wildcard 23./24. August 2025 | Wildcard 23./24. August 2025 |  |  | Semi Finale 30./31. August 2025 | Semi Finale 30./31. August 2025 | Semi Finale 30./31. August 2025 |  |  | Championship Game 7. September 2025 | Championship Game 7. September 2025 | Championship Game 7. September 2025 |
|                              |                              |                              |  |  |                                 |                                 |                                 |  |  |                                     |                                     |                                     |
|                              |                              |                              |  |  | 1                               | Vienna Vikings                  |                                 |  |  |                                     |                                     |                                     |
| 3                            | Stuttgart Surge              |                              |  |  |                                 |                                 |                                 |  |  |                                     |                                     |                                     |
| 6                            | Madrid Bravos                |                              |  |  |                                 |                                 |                                 |  |  |                                     |                                     |                                     |
|                              |                              |                              |  |  |                                 |                                 |                                 |  |  |                                     |                                     |                                     |
|                              |                              |                              |  |  |                                 |                                 |                                 |  |  |                                     |                                     |                                     |
| 4                            | Nordic Storm                 |                              |  |  |                                 |                                 |                                 |  |  |                                     |                                     |                                     |
| 5                            | Rhein Fire                   |                              |  |  | 2                               | Munich Ravens                   |                                 |  |  |                                     |                                     |                                     |
|                              |                              |                              |  |  |                                 |                                 |                                 |  |  |                                     |                                     |                                     |

### Wildcard-Runde
|                                            |  | Wildcard-Game 1 |       |               |  |                             |
| Stuttgart 23. August 2025 15:00 Uhr (MESZ) |  | Stuttgart Surge | – : – | Madrid Bravos |  | Gazi-Stadion auf der Waldau |
| Stuttgart 23. August 2025 15:00 Uhr (MESZ) |  | Stuttgart Surge |       | Madrid Bravos |  | Gazi-Stadion auf der Waldau |

|                                         |  | Wildcard-Game 2 |       |            |  |                  |
| Søborg 24. August 2025 15:00 Uhr (MESZ) |  | Nordic Storm    | – : – | Rhein Fire |  | Gladsaxe Stadion |
| Søborg 24. August 2025 15:00 Uhr (MESZ) |  | Nordic Storm    |       | Rhein Fire |  | Gladsaxe Stadion |

### Halbfinale
|                                       |  | Halbfinale 1   |       |           |  |                    |
| Wien 30. August 2025 15:00 Uhr (MESZ) |  | Vienna Vikings | – : – | Seed4/5/6 |  | Stadion Hohe Warte |
| Wien 30. August 2025 15:00 Uhr (MESZ) |  | Vienna Vikings |       | Seed4/5/6 |  | Stadion Hohe Warte |

|                                               |  | Halbfinale 2  |       |           |  |                        |
| Unterhaching 31. August 2025 15:00 Uhr (MESZ) |  | Munich Ravens | – : – | Seed3/4/5 |  | Sportpark Unterhaching |
| Unterhaching 31. August 2025 15:00 Uhr (MESZ) |  | Munich Ravens |       | Seed3/4/5 |  | Sportpark Unterhaching |

### Championship Game
|                             |  | ELF Championship Game 2025 |       |        |  |          |
| Stuttgart 7. September 2025 |  | Team 1                     | – : – | Team 2 |  | MHPArena |
| Stuttgart 7. September 2025 |  | Team 1                     |       | Team 2 |  | MHPArena |

## Statistiken und Auszeichnungen

### MVP of the Week
| Woche | Spieler                     | Position                           | Team                        |
| ----- | --------------------------- | ---------------------------------- | --------------------------- |
| 1     | Devan Burrell               | Return Specialist / Defensive Back | Panthers Wrocław            |
| 2     | Sandro Platzgummer          | Runningback                        | Frankfurt Galaxy            |
| 3     | Justus Seelig               | Runningback                        | Madrid Bravos               |
| 4     | William Patterson           | Wide Receiver                      | Prague Lions                |
| 5     | Aron Cruickshank            | Wide Receiver                      | Madrid Bravos               |
| 6     | Adrià Botella Moreno        | Tight End                          | Nordic Storm                |
| 7     | Russel Tabor                | Quarterback                        | Munich Ravens               |
| 8     | Malik Stanley               | Wide Receiver                      | Munich Ravens               |
| 9     | Reilly Hennessey            | Quarterback                        | Stuttgart Surge             |
| 10    | Jadrian Clark               | Quarterback                        | Nordic Storm                |
| 11    | Harlan Kwofie               | Wide Receiver                      | Rhein Fire                  |
| 12    | Alle Mannschaften spielfrei | Alle Mannschaften spielfrei        | Alle Mannschaften spielfrei |
| 13    | Jameson Wang                | Quarterback                        | Frankfurt Galaxy            |
| 14    |                             |                                    |                             |
| WC    |                             |                                    |                             |
| HF    |                             |                                    |                             |
| CG    |                             |                                    |                             |

### Zuschauerzahlen
| Team                 |         | Reguläre Saison | Reguläre Saison                 | Reguläre Saison                 | Reguläre Saison                 | Reguläre Saison                 | Reguläre Saison                 | Reguläre Saison                 | Reguläre Saison                 | Reguläre Saison                 | Reguläre Saison                 | Reguläre Saison                 | Reguläre Saison                 | Reguläre Saison                 | Reguläre Saison                 | Reguläre Saison                 | Reguläre Saison |            | Play-offs | Play-offs | Play-offs |
| Team                 | Schnitt |                 | Heimspiele im Einzelnen (Woche) | Heimspiele im Einzelnen (Woche) | Heimspiele im Einzelnen (Woche) | Heimspiele im Einzelnen (Woche) | Heimspiele im Einzelnen (Woche) | Heimspiele im Einzelnen (Woche) | Heimspiele im Einzelnen (Woche) | Heimspiele im Einzelnen (Woche) | Heimspiele im Einzelnen (Woche) | Heimspiele im Einzelnen (Woche) | Heimspiele im Einzelnen (Woche) | Heimspiele im Einzelnen (Woche) | Heimspiele im Einzelnen (Woche) | Heimspiele im Einzelnen (Woche) | Wildcard        | Halbfinale | Finale    |           |           |
| Team                 |         | 1               | 2                               | 3                               | 4                               | 5                               | 6                               | 7                               | 8                               | 9                               | 10                              | 11                              | 12                              | 13                              | 14                              |                                 |                 |            |           |           |           |
| -------------------- | ------- | --------------- | ------------------------------- | ------------------------------- | ------------------------------- | ------------------------------- | ------------------------------- | ------------------------------- | ------------------------------- | ------------------------------- | ------------------------------- | ------------------------------- | ------------------------------- | ------------------------------- | ------------------------------- | ------------------------------- | --------------- | ---------- | --------- | --------- | --------- |
| Berlin Thunder       |         | 644             |                                 | 628                             | –                               | –                               | –                               | 762                             | 483                             | 624                             | –                               | –                               | 438                             | –                               | –                               | –                               | 931             |            | –         | –         |           |
| Cologne Centurions   | 770     | –               | –                               | 960                             | –                               | 765                             | –                               | 750                             | –                               | 580                             | 806                             | –                               | 756                             | –                               | –                               | –                               | –               |            |           |           |           |
| Fehérvár Enthroners  | 1.167   | –               | –                               | 1.200                           | 1.000                           | –                               | –                               | 1.300                           | –                               | –                               | –                               |                                 |                                 |                                 | –                               | –                               | –               |            |           |           |           |
| Frankfurt Galaxy     | 7.256   | –               | –                               | 10.257                          | 5.561                           | –                               | –                               | 6.221                           | –                               | 6.077                           | –                               | 5.821                           | –                               | 9.596                           | –                               | –                               | –               |            |           |           |           |
| Hamburg Sea Devils   | 3.183   | –               | –                               | 5.750                           | 2.000                           | –                               | 1.800                           |                                 |                                 | –                               |                                 | –                               | –                               | –                               | –                               | –                               | –               |            |           |           |           |
| Helvetic Mercenaries | 1.541   | 2.300           | –                               | –                               | –                               | –                               | 1.319                           | –                               | 1.684                           | 1.124                           | 1.367                           | 1.452                           | –                               | –                               | –                               | –                               | –               |            |           |           |           |
| Madrid Bravos        | 3.145   | 3.366           | 3.530                           | 2.281                           | –                               | –                               | –                               | –                               | 3.064                           | 3.069                           | –                               | 3.559                           | –                               | –                               | –                               | –                               | –               |            |           |           |           |
| Munich Ravens        | 3.450   | 3.395           | 2.755                           | –                               | –                               | 2.425                           | –                               | 3.347                           | –                               | –                               | –                               | 4.191                           | 4.585                           | –                               | –                               | –                               |                 |            |           |           |           |
| Nordic Storm         | 2.156   | –               | –                               | 2.700                           | –                               | 1.937                           | 1.609                           |                                 | –                               | 2.378                           | –                               | –                               |                                 | –                               | –                               |                                 | –               |            |           |           |           |
| Panthers Wrocław     | 2.531   | 2.563           | 2.952                           | –                               | 2.859                           | –                               | –                               | –                               | 1.748                           | –                               |                                 | –                               | –                               |                                 | –                               | –                               | –               |            |           |           |           |
| Paris Musketeers     | 1.860   | 2.348           | 1.454                           | –                               | –                               | –                               | 1.700                           | –                               | –                               | 2.300                           | –                               | 1.500                           |                                 | –                               | –                               | –                               | –               |            |           |           |           |
| Prague Lions         | 967     | 1.200           | 900                             | –                               | –                               | –                               | –                               | –                               | –                               | 1.061                           | 708                             | –                               |                                 |                                 | –                               | –                               | –               |            |           |           |           |
| Raiders Tirol        | 3.339   | –               | 3.346                           | –                               | –                               | 2.911                           | –                               | 3.676                           | 3.424                           | –                               |                                 | –                               | –                               |                                 | –                               | –                               | –               |            |           |           |           |
| Rhein Fire           | 10.205  | –               | –                               | 20.342                          | 7.295                           | 7.362                           | –                               | –                               | –                               | –                               | –                               | 8.246                           | 7.824                           | 10.163                          | –                               | –                               | –               |            |           |           |           |
| Stuttgart Surge      | 3.174   | 3.711           | –                               | –                               | 3.213                           | –                               | 2.451                           | –                               |                                 | –                               | 3.740                           | 2.756                           | –                               | –                               | –                               |                                 | –               |            |           |           |           |
| Vienna Vikings       | 6.680   | –               | 4.201                           | –                               | 10.275                          | –                               | 11.468                          | –                               | 3.827                           | –                               | –                               | –                               | 3.627                           |                                 | –                               | –                               |                 |            |           |           |           |
|                      |         |                 |                                 |                                 |                                 |                                 |                                 |                                 |                                 |                                 |                                 |                                 |                                 |                                 |                                 |                                 |                 |            |           |           |           |
| Schnitt              | 3.413   | 2.439           | 2.734                           | 6.213                           | 4.600                           | 2.694                           | 2.976                           | 2.653                           | 2.749                           | 2.370                           | 1.412                           | 3.932                           | –                               | 4.198                           | 6.897                           |                                 |                 |            |           |           |           |
| Summe                | 269.654 | 19.511          | 19.138                          | 43.490                          | 32.203                          | 16.162                          | 20.830                          | 15.918                          | 13.747                          | 16.589                          | 7.059                           | 27.525                          | –                               | 16.792                          | 20.690                          |                                 |                 |            |           |           |           |

## Übertragungen
In Deutschland überträgt ProSieben Maxx im Rahmen eines bis 2026 laufenden Vertrags wöchentlich zwei Spiele der ELF. Finale und Halbfinale werden auf dem Hauptsender ProSieben übertragen. Dazu kommen wöchentliche Übertragungen auf ran.de.
In Österreich überträgt Puls 24 sowie Joyn.at per Stream. Auch dieser Vertrag läuft bis Ende 2026. Erstmals ist die ELF auch in den USA im Free TV zu sehen. Fubo Sports zeigt jeweils ein Spiel Sonntags.
Der ELF Gamepass, über den alle Spiele übertragen werden, wird ab 2025 exklusiv über DAZN vertrieben. Der Pass wird als Jahresabo, Monatsabo und als Wochenpass angeboten. Einzelne Spiele können per Pay-per-View über Sportworld angesehen werden.
| Woche                   | Datum                       | Begegnung                             | Einschaltquote              | Sender                      |
| ----------------------- | --------------------------- | ------------------------------------- | --------------------------- | --------------------------- |
| 1.                      | 18.05.2025                  | Munich Ravens – Raiders Tirol         | 0,06 Mio.                   | ProSieben Maxx              |
| 1.                      | 18.05.2025                  | Stuttgart Surge – Frankfurt Galaxy    |                             | ProSieben Maxx              |
| 2.                      | 25.05.2025                  | Paris Musketeers – Stuttgart Surge    |                             | ProSieben Maxx              |
| 2.                      | 25.05.2025                  | Munich Ravens – Berlin Thunder        |                             | ProSieben Maxx              |
| 3.                      | 01.06.2025                  | Frankfurt Galaxy – Paris Musketeers   |                             | ProSieben Maxx              |
| 3.                      | 01.06.2025                  | Rhein Fire – Vienna Vikings           |                             | ProSieben Maxx              |
| 4.                      | 08.06.2025                  | Rhein Fire – Paris Musketeers         | <0,1 Mio. (1,4 %)           | ProSieben Maxx              |
| 4.                      | 08.06.2025                  | Stuttgart Surge – Munich Ravens       | <0,1 Mio. (0,9 %)           | ProSieben Maxx              |
| 5.                      | 15.06.2025                  | Nordic Storm – Frankfurt Galaxy       |                             | ProSieben Maxx              |
| 5.                      | 15.06.2025                  | Munich Ravens – Helvetic Mercenaries  |                             | ProSieben Maxx              |
| 6.                      | 22.06.2025                  | Hamburg Sea Devils – Prague Lions     | 0,05 Mio. (0,6 %)           | ProSieben Maxx              |
| 6.                      | 22.06.2025                  | Stuttgart Surge – Cologne Centurions  | 0,07 Mio. (0,6 %)           | ProSieben Maxx              |
| 7.                      | 29.06.2025                  | Frankfurt Galaxy – Prague Lions       | (0,6 %)                     | ProSieben Maxx              |
| 7.                      | 29.06.2025                  | Munich Ravens – Stuttgart Surge       | 0,09 Mio. (1,7 %)           | ProSieben Maxx              |
| 8.                      | 06.07.2025                  | Stuttgart Surge – Fehérvár Enthroners | 0,08 Mio. (0,8 %)           | ProSieben Maxx              |
| 8.                      | 06.07.2025                  | Hamburg Sea Devils – Nordic Storm     | 0,07 Mio. (0,6 %)           | ProSieben Maxx              |
| 9.                      | 13.07.2025                  | Paris Musketeers – Vienna Vikings     |                             | ProSieben Maxx              |
| 9.                      | 13.07.2025                  | Nordic Storm – Rhein Fire             | 0,11 Mio.                   | ProSieben Maxx              |
| 10.                     | 20.07.2025                  | Berlin Thunder – Nordic Storm         | 0,07 Mio. (0,7 %)           | ProSieben Maxx              |
| 10.                     | 20.07.2025                  | Stuttgart Surge – Paris Musketeers    | 0,10 Mio. (0,7 %)           | ProSieben Maxx              |
| 11.                     | 27.07.2025                  | Frankfurt Galaxy – Nordic Storm       |                             | ProSieben Maxx              |
| 11.                     | 27.07.2025                  | Rhein Fire – Berlin Thunder           |                             | ProSieben Maxx              |
| 12.                     | Alle Mannschaften spielfrei | Alle Mannschaften spielfrei           | Alle Mannschaften spielfrei | Alle Mannschaften spielfrei |
| 13.                     | 10.08.2025                  | Munich Ravens – Madrid Bravos         | 0,08 Mio. (1,0 %)           | ProSieben Maxx              |
| 13.                     | 10.08.2025                  | Rhein Fire – Raiders Tirol            | 0,09 Mio. (0,8 %)           | ProSieben Maxx              |
| 14.                     | 17.08.2025                  | Frankfurt Galaxy – Madrid Bravos      |                             | ProSieben Maxx              |
| 14.                     | 17.08.2025                  | Rhein Fire – Nordic Storm             |                             | ProSieben Maxx              |
| WC                      | 23.08.2025                  |                                       |                             | ProSieben Maxx              |
| WC                      | 24.08.2025                  |                                       |                             | ProSieben Maxx              |
| HF                      | 30.08.2025                  |                                       |                             | ProSieben                   |
| HF                      | 31.08.2025                  |                                       |                             | ProSieben                   |
| CG                      | 07.09.2025                  |                                       |                             | ProSieben                   |
| Durchschnitt (gerundet) | Durchschnitt (gerundet)     | Durchschnitt (gerundet)               | 0,08 Mio. (0,9 %)           |                             |
| Summe                   | Summe                       | Summe                                 | 1,1 Mio.                    |                             |